# Буруєнешть (Ясси)
Буруєнешть, Буруєнешті (рум. Buruienești) — село у повіті Ясси в Румунії. Входить до складу комуни Біволарі.
Село розташоване на відстані 360 км на північ від Бухареста, 46 км на північ від Ясс.

## Населення
За даними перепису населення 2002 року у селі проживали 208 осіб, усі — румуни. Усі жителі села рідною мовою назвали румунську.